# 紫花大翼豆
紫花大翼豆（学名：Macroptilium atropurpureum）为豆科大翼豆属下的一个种。分佈於熱帶和亞熱帶美洲，並能適應不同土質。